# Shanghai Longemont Hotel
Le Shanghai Longemont Hotel est un gratte-ciel de 218 mètres construit en 2005 à Shanghai en Chine. 